# Tennistoernooi van Peking 2023
Het tennistoernooi van Peking van 2023 werd van donderdag 28 september tot en met zondag 8 oktober 2023 gespeeld op de hardcourtbanen van het China National Tennis Center, in het olympisch park van de Chinese hoofdstad Peking. De officiële naam van het toernooi was China Open.
Het toernooi bestond uit twee delen:
- ATP-toernooi van Peking 2023, het toernooi voor de mannen (28 september – 4 oktober)
- WTA-toernooi van Peking 2023, het toernooi voor de vrouwen (30 september – 8 oktober)

## Toernooikalender
| Peking            | september 2023 | september 2023 | september 2023 | oktober 2023 | oktober 2023 | oktober 2023 | oktober 2023 | oktober 2023 | oktober 2023 | oktober 2023 | oktober 2023 | oktober 2023 |
| Peking            | don 28         | vrĳ 29         | zat 30         | zon 1        | maa 2        | maa 2        | din 3        | woe 4        | don 5        | vrĳ 6        | zat 7        | zon 8        |
| ----------------- | -------------- | -------------- | -------------- | ------------ | ------------ | ------------ | ------------ | ------------ | ------------ | ------------ | ------------ | ------------ |
| mannenenkelspel   | 1e ronde       | 1e ronde       | 2e ronde       | 2e ronde     | 2e ronde     | kwartfinale  | halve finale | finale       |              |              |              |              |
| mannendubbelspel  | 1e ronde       | 1e ronde       | 1e ronde       | 2e ronde     | 2e ronde     | 2e ronde     | halve finale | finale       |              |              |              |              |
| vrouwenenkelspel  |                |                | 1e ronde       | 1e ronde     | 1e ronde     | 2e ronde     | 2e ronde     | 3e ronde     | 3e ronde     | kwartfinale  | halve finale | finale       |
| vrouwendubbelspel |                |                | 1e ronde       | 1e ronde     | 1e ronde     | 1e ronde     | 2e ronde     | 2e ronde     | kwartfinale  | kwartfinale  | halve finale | finale       |

ATP-toernooi van Peking‎ – WTA-toernooi van Peking/Shanghai

2000 · 2001–2003 · 2004 · 2005 · 2006 · 2007 · 2008 · 2009 · 2010 · 2011 · 2012 · 2013 · 2014 · 2015 · 2016 · 2017 · 2018 · 2019 · 2020–2022 · 2023 · 2024